# Nemescsó
Nemescsó (németül: Tschobing, szlovénül és horvátul: Čobin) község Vas vármegyében, a Kőszegi járásban.

## Fekvése
Kőszegtől 6 kilométerre délkeletre, Lukácsházától 3 kilométerre keletre fekszik a Borzas-patak (gyakoribb nevén, pl. térképeken Kozár-Borzó patak) mellett.

### Megközelítése
Csak közúton érhető el, Kőszegfalva vagy Kőszegpaty érintésével a 8636-os, illetve Lukácsháza felől a 8641-es úton.
Vasútvonal nem érinti, a legközelebbi vasúti csatlakozási lehetőséget a Szombathely–Kőszeg-vasútvonal Lukácsháza megállóhelye kínálja, mintegy 3 kilométerre nyugatra.

## Története
Már az őskorban lakott hely volt, határában kőkorszaki és római emlékeket is találtak.
A települést 1248-ban Cho alakban említik először. Első ismert földesura Csói Márton volt. 1283-ban Chou, 1418-ban Chow, 1420-ban Felsew Cho alakban említik.
1511-től szerepel a nemes előtaggal, ekkor Nemes Cho alakban említik. Neve a régi magyar Chu személynévből származik.
Nevének előtagja a 16. században alapított Pusztacsótól is megkülönbözteti és egykori kisnemesi lakosságára utal.
A Csói család a 13. század második felében jelentős szerepet játszott. Az ellenreformáció idején egyike a vármegye két megmaradt evangélikus egyházának (a másik Nemesdömölk). Az 1681-es soproni országgyűlés döntése következtében ugyanis a protestánsok megyénként csak két templomban folytathattak vallásgyakorlatot. Ez a korszak meghozta a település felvirágzását és 100 évig tartott (1681-1781).
Az evangélikusok két imaházban vehettek részt istentiszteleten, az egyik a magyarok, a másik a német nyelvűek számára működött. Az előbbi fazsindellyel fedett épület a mai evangélikus templom mellett átt, az utóbbi egy pajtaszerű faépületben működött, majd 1702-től egy erre a célra épített faépületben. A falunak evangélikus iskolája és tápintézete volt. A mai evangélikus templom II. József türelmi rendelete után 1784-ben épült újjá, az eredeti tetőszerkezet és belső faoszlopok felhasználásával.
A tűzvészek sem kerülték el a községet, 1742. július 12-én egy lakóházból kijövő tűzkakas pusztított, majd 1754-ben a templom környéke égett le. Megrongálódott az iskola tetőszerkezete is, melyet hatalmas összefogással két hét alatt helyreállítottak. Ezt követően az Önkéntes Tűzoltó Egyesület alakuló ülés 1893. május 7-én volt.
Vályi András szerint "Némes Csó. Magyar falu Vas Vármegyében, földes Urai külömbféle Urak, lakosai evangelikusok, népes hely, és árváknak háza is van benne, síkon fekvő földgye termékeny, réttye jó minéműségű, fája elég, ’s eladásra is módgya lévén, első Osztálybéli."
Fényes Elek szerint "Nemes-Csó, magyar falu, Vas vgyében, ut. p. Kőszeghez 1 1/2 óra. Lakja 200 evang., 80 kath. Ágostai anyaekklézsiája a legrégibb időkben állitatott fel, mellynek eredetére felmenni alig lehet. A vallásbeli szabadságot létesitő kir. parancs előtt 3 predikátora volt, kik közül kettő német, egy magyar és egy vindus nyelven szolgált. A türelemparancs után 4 magyar, 5 vindus, és 11 német anyagyülekezet állitatott fel Vas vgyében. Határa termékeny, de szük. Többen birják."
1910-ben 421 magyar lakosa volt, Vas vármegye Kőszegi járásához tartozott.
1902-ben létrejött Nemescsó székhellyel a körjegyzőség, amelyhez Kőszegpaty, Pusztacsó és Tömörd csatlakozott. Ekkor épült a jegyzőség épülete - a mai Faluház. 1973-tól a körjegyzőség átkerült Lukácsházára.
Az egyházi iskola 1701-től az államosításáig 1950-ig működött. 1928-ban felépült az új iskola, nagy, világos tanteremmel, irodával és előszobával. 1959-ben épült új tanterem majd 1996-ban létesült új vizesblokk.
Az első világháborús emlékművet 1937-ben közadakozásból állították a hozzátartozók és a falu lakossága. A második világháborúban elesettek emlékművét 1989-ben, szintén közadakozásból állították fel.

## Közélete

### Polgármesterei
- 1990–1994: Avar Kálmán (független)[7]
- 1994–1998: Bánó András (független)[8]
- 1998–2002: Kiss Sándor (független)[9]
- 2002–2006: Kiss Sándor (független)[10]
- 2006–2010: Kiss Sándor (független)[11]
- 2010–2014: Kendik Zoltán János (független)[12]
- 2014–2019: Bánó András Csaba (független)[13]
- 2019–2024: Szerdahelyi-Bánó Irén (független)[14]
- 2024– : Szerdahelyi-Bánó Irén (független)[1]

### Díszpolgárok
- 2022: Kalincsák Balázs és Kalincsákné Varga Katalin lelkészek

## Népesség
A település népességének változása:
| Lakosok száma | 283  | 284  | 279  | 286  | 305  | 314  | 306  |
|               | 2013 | 2014 | 2015 | 2021 | 2022 | 2023 | 2024 |

A 2011-es népszámlálás során a lakosok 95,3%-a magyarnak, 2% németnek, 0,7% horvátnak mondta magát (4,4% nem nyilatkozott; a kettős identitások miatt a végösszeg nagyobb lehet 100%-nál). A vallási megoszlás a következő volt: római katolikus 41,9%, református 0,7%, evangélikus 36,9%, felekezet nélküli 4,4% (14,8% nem nyilatkozott).
2022-ben a lakosság 92,1%-a vallotta magát magyarnak, 3% németnek, 0,7% románnak, 0,3% ukránnak, 0,3% cigánynak, 1,6% egyéb, nem hazai nemzetiségűnek (7,2% nem nyilatkozott; a kettős identitások miatt a végösszeg nagyobb lehet 100%-nál). Vallásuk szerint 30,2% volt római katolikus, 24,9% evangélikus, 1,3% református, 0,3% egyéb keresztény, 4,9% egyéb katolikus, 2,6% felekezeten kívüli (35,7% nem válaszolt).

## Nevezetességei

### Evangélikus templom
Először 1702-ben fa templomot emelnek, ehhez később egy másik templom is társul a szlovén nyelvű igehirdetés számára. A ma látható evangélikus temploma 1784-ben épült klasszicizáló késő barokk stílusban, tornyát 1879-ben építették. Szószékoltára 1713-ban, orgonája 1789-ben készült. Korábban körítőfal övezte, melyet 1789-ben bontottak le.

### Szent Péter és Pál római katolikus templom

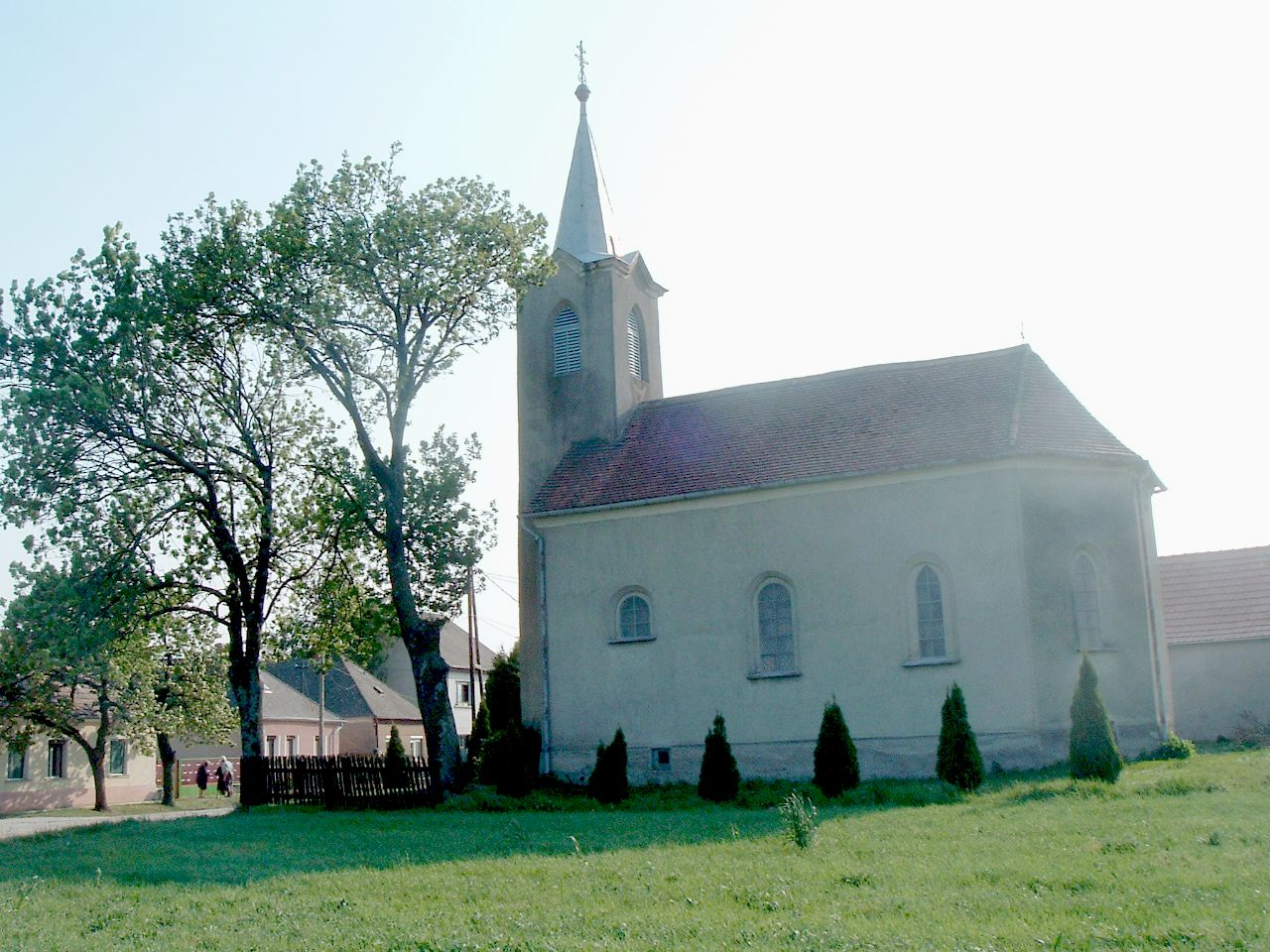
A római katolikus templom

A községbe a római katolikus hívek 1876-ban építették a templomukat. A feljegyzésekből kiderül, hogy abban az időben a katolikus hívek kevesen voltak, így Kőszeghez tartoztak. Az oltár 1762-ből származik. Az idősebb hívek elmondása szerint Vát és Szeleste között lévő Szentkút kápolnából származik. A templom Péter apostol és Pál apostolok tiszteletére épült. 1974-ben a templom belső és külső vakolatát teljes egészében a hívek felújították. Ezen alkalommal volt az oltár restaurálása, aranyozása is. 1978-ban a harangot újra öntötték, mivel a második világháborúban megsérült.

### Weöres-kúria
A klasszicista stílusú földszintes épület a község központjában helyezkedik el. Az épület keletkezéséről nem lehet sokat tudni, a 18. század végén még nem jelöli az I. katonai felmérés a térképen. A 19. század elején azonban már a kúria és a parkrészlet is fel van tüntetve. Itt született Weöres Sándor költő nagyapja. Az 1890-es évek végén a kőszegi hadgyakorlatok idején a kor számos fejedelmének, és királyának, császárának adott szállást. Jelenleg irodaház.

## Híres emberek
Itt volt lelkész az 1680-as évektől -  kisebb megszakításokkal -  haláláig, 1708-ig id. Aách Mihály, aki énekeskönyveket, imádságoskönyveket fordított és írt.
- Itt született 1724-ben Gieseke (Kőszegi) Miklós német tudós, költő.

Itt volt lelkész és az alumneum vezetője 1729-1756 között, haláláig Sartoris Szabó János bibliafordító.
- Itt született 1768. december 13-án Asbóth János tudós, a keszthelyi Georgikon igazgatója.

Itt volt lelkész Szakonyi József 1776-tól 1786-ig. Az ő idejéből származik a legtöbb bejegyzés a híres Matriculá-ba.1778-ban Pápára kerülve több könyvet jelentetett meg. 
Innen származik Török Ignác tábornok (1795-1849), az aradi 13 vértanú egyike. Nagyapja a községben született, s a hadmérnök végzettségű tábornok felvette a Nemescsói előnevet.
- Itt született Péterfy Sándor (1841. aug. 5. – Pándorfalu, 1913. aug. 10.): pedagógus, tanügyi író

Itt született Barcza Elek építész, építészeti szakíró (1853-1913) fővárosi műszaki tanácsos.
- Itt volt erdész Takács Miklós (1906-1967) szociáldemokrata politikus, erdészeti szakíró.
- Itt élt Vanecsai Szever Mihály (1699-1750) szlovén író
- Itt tevékenykedett Küzmics István szlovén evangélikus bibliafordító 1751-1755 között tanítóként és lelkészként, és itt tanultSzijjártó István költő 1771-től. Az ő tanítója Bakos Mihály volt.

Itt tanított 1905-1945 között, majd itt élt haláláig  Bánó Ádám (1883-1974), aki 1905-1940 között több tucat cikket írt pedagógiai és vallásos témákról az Evangélikus Népiskola c. folyóiratba. A község történetének kutatója volt, kéziratos munkájának címe: Nemescsó múltjából. Két írása jelent meg nyomtatásban a falu történetéről 1970-71-ben a Vasi Szemlében, önéletrajzi írásának címe: Éveim, utam ... Ez 1972-ben jelent meg a Pedagógiai Irások c. megyei szaklapban.
Itt született Bakó József író, költő (1896-1962), aki cipészből lett tanító. Önéletrajzi regénye Feljebb a kaptafánál címen jelent meg 1964-ben, ebben hitelesen mutatja be az 1900-1920-as helyi viszonyokat.